# 캐논 (창작물)
허구에서 캐논 (Canon)은 그 이야기의 개별 우주에서 공식적으로 이야기의 일부로 받아 들여지는 자료이다. 이것은 종종 팬픽션의 작품과 대조되거나, 또는 그 기초로 사용된다. 대체 용어는 신화, 시간대, 세계관과 연속성이 자주 사용되는데, 이들 중 첫 번째는 특히 많은 정도의 불신의 중지가 필요한 풍부하고 상세한 가상의 캐논(예: 상상의 세계와 역사)을 지칭하는 데 사용되는 반면, 후자의 두 개는 일반적으로 모든 사건이 연대기적으로 직접적으로 연결되는 하나의 호를 말한다. 다른 때는 "창작자에 의해 인정되는 것"을 의미할 수 있다.

## 기원
"캐논"이라는 단어의 사용은 비 표준적인 외경과 대조되는, 성서로 여겨지는 책들의 집합인 성경 캐논에서 파생된 일련의 문서들을 참조하는 것에서 유래되었다. 이 용어는 나중에 다른 작가들에 의해 추가된 수많은 홈즈 모험과 대조적으로 아서 코난 도일 경이 쓴 셜록 홈즈 이야기와 소설을 언급하기 위해 소설의 문맥에서 비유에 의해 처음 사용되었다. 이 사용은 이후 다양한 작가들의 글로 확장되었다.

## 공식설정
여러 개의 "공식" 작품이나 원래의 미디어가 있을 때, 무엇이 캐논적인지에 대한 의문은 불분명해질 수 있다. 이는 (스타트렉과 스타워즈의 경우처럼) 특정 미디어를 캐논 상황에서 명시적으로 배제하고, 다른 미디어에 다른 수준의 익명성을 부여하고 (디즈니에 프랜차이즈가 구매되기 전 스타워즈의 경우처럼), 다른 미디어 처리 공식적이고 동일한 허가된 미디어 처리를 그들 자신의 연속성 세계관 내에서 시리즈 연대표에 고려함으로써 해결되지만, 그 전체에 걸쳐 해결되지 않거나, 해결되지 않는다. 캐논의 사용은 시청자 경험에 영향을 미치는 방법 때문에 스타트랙 리메이크(2009)와 같은 확립된 프랜차이즈의 재시작이나 재상상과 관련하여 특히 중요하다.
공식 스타트렉 웹 사이트는 스타트렉 캐논을 실사판 텔레비전 시리즈와 영화를 언급하는 "실화와 영화 내에서 일어나는 사건"이라고 설명하고 있으며, 스타트렉: 애니메이션 시리즈는 캐논의 모호한 예매한 부분에서 오랫동안 존재해 왔다. 동점 소설, 만화책, 비디오 게임의 사건, 캐릭터, 줄거리는 스타트랙 캐논에서 명시적으로 제외되지만, 이 사이트는 이러한 출처의 요소들이 이후 텔레비전 시리즈에 도입되었다는 점에 주목하며, "캐논은 돌로 된 것이 아니다"라고 말한다. 나중에 스타트랙 우주에서 캐논이 된 일부 비 캐논적 요소들은 우후라의 이름 뇨타로, 소설에 소개되어 2009년 영화 스타트랙에서 캐논이되었고, 제임스 T. 커크의 중간 이름 티베리우스는 스타트랙 애니메이션 시리즈에 소개되어 스타 트렉 6: 미지의 세계에서 캐논이되었다.
조지 루카스가 프랜차이즈에 활동하는 동안 스타워즈 캐논은 루카스필름의 창조적 임원인 릴랜드 치에 의해 점검된 연속성과 함께 확장 세계관(EU)를 통합한 별계의 단계로 나뉘었다. 높은 단계와 및 새로운 소재는 모순의 경우 하위 단계 및 구형 소재를 폐기하였다. 실사 극장 영화, 2008년 클론 전쟁 TV 시리즈와 데뷔 영화, 루카스 자신이 한 진술이 이 단계의 최상위에 있었다; 그러한 작품들은 모순될 경우 항상 EU 자료를 대체했다. EU 자체는 연속성의 몇 가지 하강 단계로 더 나뉘었다. 디즈니가 프랜차이즈를 인수한 후 루카스필름은 2014년 4월 25일 이전에 출판된 모든 확장 세계관 자료(처음 6편의 극장 영화와 2008년 클론 전쟁 영화 및 TV 시리즈 제외)를 비정규적인 "레전드" 연속성으로 지정했다. 이 발표 이후 발표된 자료는 루카스필름 스토리 그룹이 감독하는 모든 이야기 개발과 함께 원래 조지 루카스 캐논과는 별개의 캐논 연대표이다.
닥터 후의 제작자들은 일반적으로 캐논에 대한 선언을 피했는데, 러셀 T 데이비스는 닥터 후 텔레비전 시리즈나 그 스핀오프에 대한 개념에 대해 생각하지 않는다고 설명했다.

## 추가 작업
문학에서는 특정 캐릭터 및 설정을 만든 작가의 원작과 같은 캐릭터나 설정을 차지한 다른 작가들의 후기 작품을 구분하기 위해 "캐논"이라는 용어가 사용된다. 예를 들어, 셜록 홈즈의 캐논은 형사 셜록 홈즈가 등장하는 아서 코난 도일 경이 쓴 단편 56편과 소설 4편으로 구성돼 있다. 셜록 홈즈라는 캐릭터를 사용한 다른 작가들의 후속 작품은 "논 캐논 (non-canon)"으로 간주된다.

### 다른 작가들
The Field Bazaar와 같은 원작자의 작품이지만 같은 출판사가 아닌 작품도 캐논의 일부로 논의 될 수 있다. 저작권은 작가가 아닌 문학작품의 출판사가 행사하던 것이기 때문이다. 빅터 휴고의 활동은 작가의 권리를 소개한 베른 협약으로 이어졌다.
그러나 문학에서 원작자들은 캐논으로 작품을 승인하지 않고 있지만, 사후에 원작자들의 출판이나 문학 재산은 오즈의 왕립서(1921년), 포르토 벨로 골드(1924년), 하이디 그로스 업(1938년) 등 캐논으로 후속 작품을 승인한다.

#### 20세기 후반
영화와 텔레비전에서 원작자가 캐논을 결정하지 않는 것은 흔한 일이다. 문학에서 H. G. 웰스의 재산은 스티븐 백스터, 인류의 대학살 (2017년), 더 타임 함선 (1995년)의 속편을 승인했다. 스칼렛은 재산이 승인한 바람과 함께 사라지다의 1991년 후속편이었다.

#### 21세기
2010년 코난 도일 재산은 젊은 셜록 홈즈와 실크 하우스를 승인했다. 집사 지브스에 대한 P. G. 워드하우스의 이야기에 대한 속편은 세바스찬 포크스와 지브스에 의해 워드하우스의 지브스와 웨딩 벨 (2013년)에 의해 승인되었고 벤 쇼트에 의해 클럽의 왕 (2018년)에 의해 승인되었다. 소피 한나의 모노그램 살인 (2014년)은 애거사 크리스티 재산을 승인한 에르퀼 푸아로 소설의 속편이다.

## 팬논
팬픽션은 거의 캐논으로 여겨지지 않는다. 그러나, 특정 개념은 팬과 캐논의 혼합인 "팬논 (Fanon)"과 같은 아이디어를 언급하는 팬 커뮤니티 내에서 영향력이 있거나 널리 받아 들여질 수 있었다. 마찬가지로, "헤드캐논 (Headcanon, 뇌피셜)"이라는 용어는 허구의 세계관에 대한 팬의 개인적인 해석을 묘사하는 데 사용된다.

## 같이 보기
- 대체 세계관 (팬 창착물)
- 연속성 (창착물)
- 확장 세계관
- 허구적 세계관